# ミハウ・ラドミル・ヴィシニェフスキ
ミハウ・ラドミル・ヴィシニェフスキ（Michał Radomił Wiśniewski、1979年3月30日 - ）は、ポーランドの著作家、ポーランドにおける日本の漫画、アニメ、ファンタジーのプロモーター、漫画家、詩人。

## 経歴
彼は東ドイツとの国境に近い、人口4万人の都市で育った。
ミハウ・ラドミル・ヴィシニェフスキは、デビュー作家としてコンラッド賞にノミネートされた。
シュチェチンに在住しており、Politykaに記事を寄稿している。